# Famille Benzon
 (juillet 2024).
Si vous disposez d'ouvrages ou d'articles de référence ou si vous connaissez des sites web de qualité traitant du thème abordé ici, merci de compléter l'article en donnant les références utiles à sa vérifiabilité et en les liant à la section « Notes et références ».
La famille Benzon ou Benzoni occupe la charge de podestat de Crema et de Crémone, avant de s'installer à Venise.

## Historique
Elle est agrégée à la noblesse de Venise, probablement après son départ de Ferrare lors des guerres de succession qui s'y déroulèrent après l'an 1307. Venturino est choisi comme gonfalonnier de l'Église peu avant la guerre de Ferrare.

## Armes

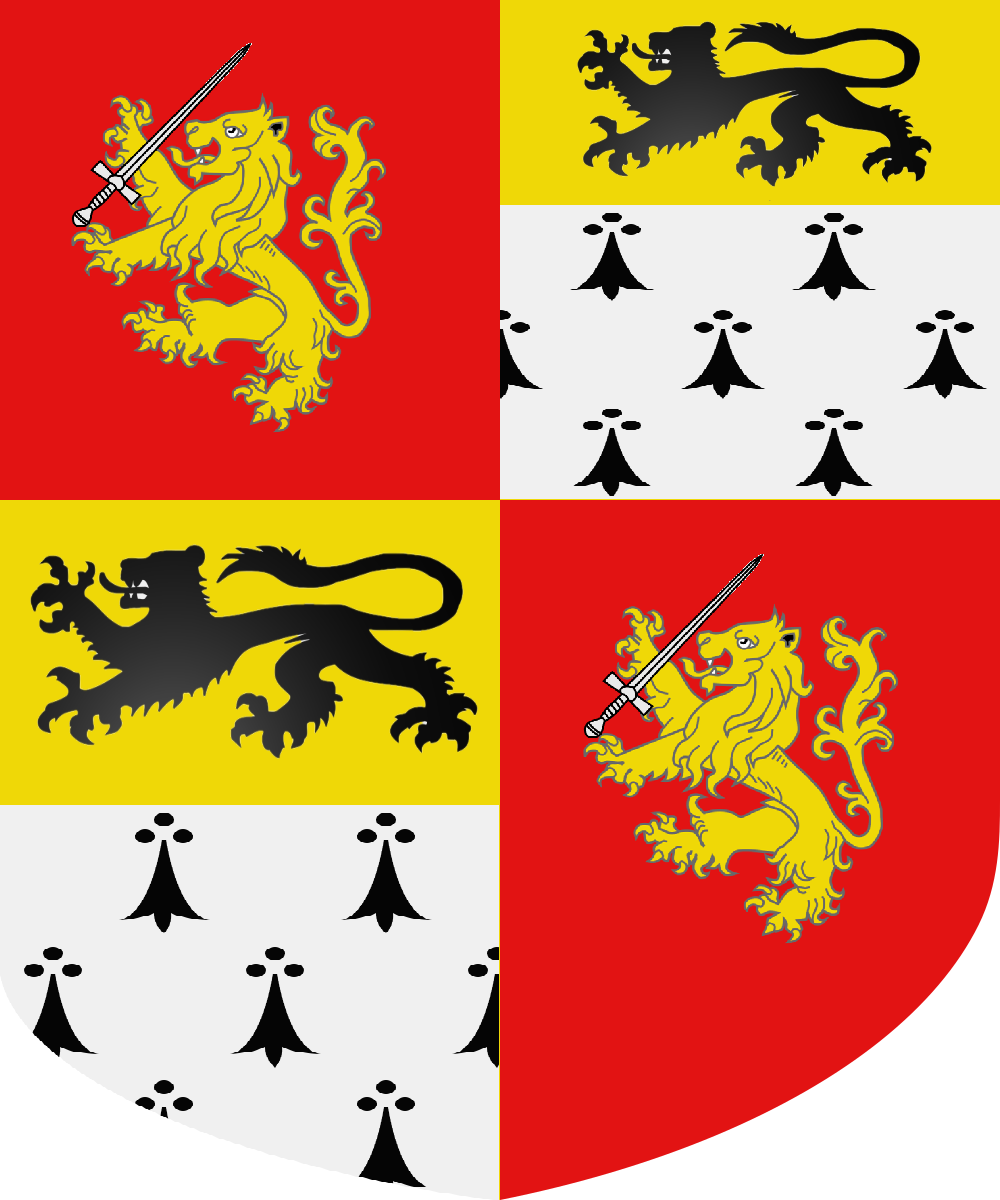
armes des Benzon

Les armes des Benzon sont écartelées, au premier et dernier de gueules à un lion d'or passant et tenant avec le pied droit de devant une épée appuyée sur son dos et au second et troisième de vair moucheté de sable sous un chef d'or chargé d'un lion passant de sable.

## Personnalités
- Rutilio Benzoni (vers 1542 - 1613), ecclésiastique, évêque de Loreto de 1586-1592 et Recanati Loreto et 1592-1613 ;
- Vittore Benzon (1779 - 1822), poète.

## Architecture
- Palazzo Donati, à Crema - Construit par la famille Benzon au XVIe siècle, puis passé à la famille Scotti par  mariage le siècle suivant;
- Palazzo Benzoni, à Crema - Construit dès le XVIe siècle, mais reconstruction au XVIIe par le soin de Roberto et Giovanni Andrea Benzoni. Avec l'extinction branche de Cream en 1795, fait passé le palais à la famille Frecavalli. Il abrite aujourd'hui la bibliothèque municipale.
- Palazzo Orio Semitecolo Benzon, à Venise (Dorsoduro);
- Palazzo Querini Benzon, à Venise  (San Marco);
- Palais Benzon Foscolo , à Venise  (San Marco);
- Villa Benzon, Caine, Franceschini, Piovesana da Francenigo, à Chiarano.

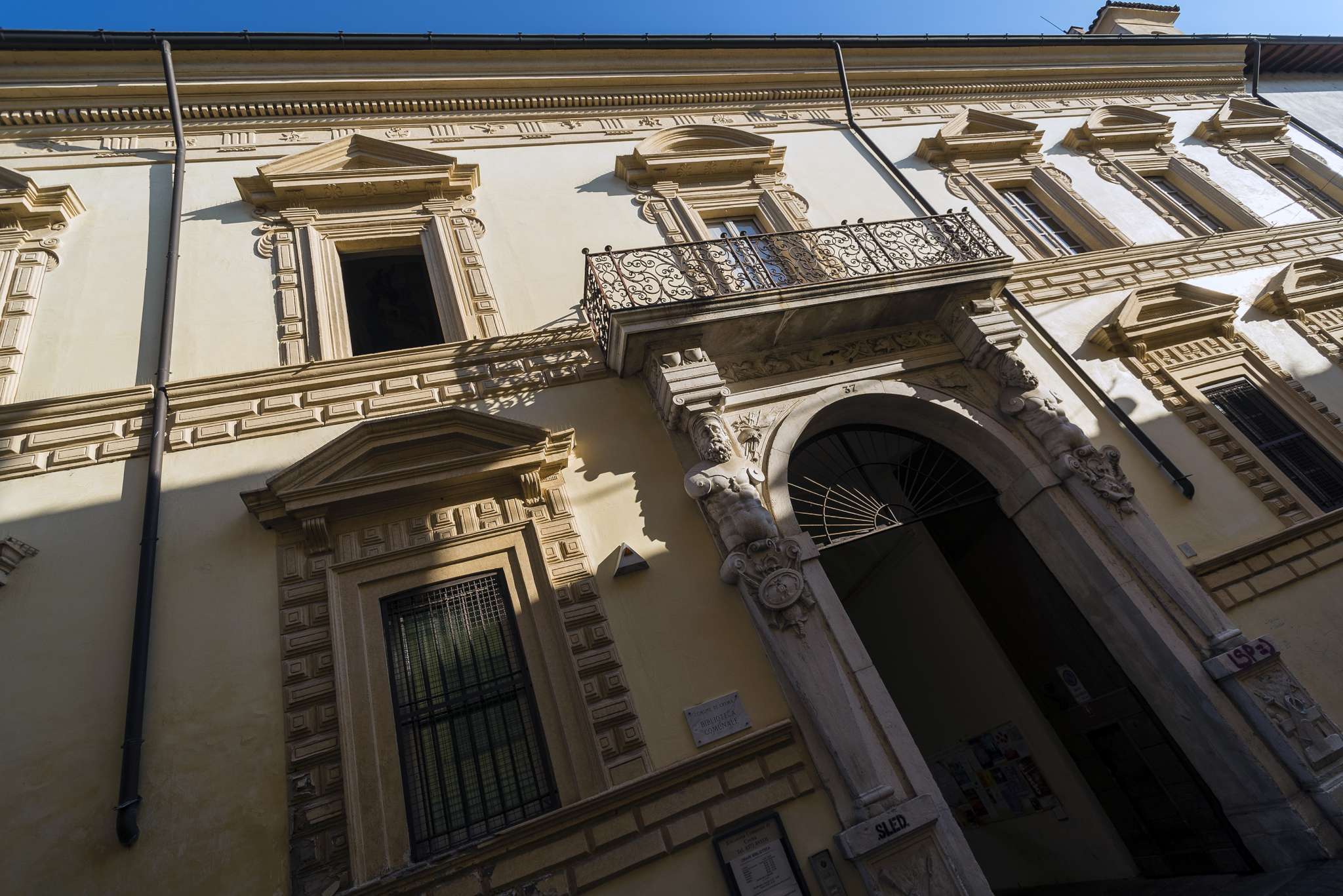
Palazzo Benzoni, Crema
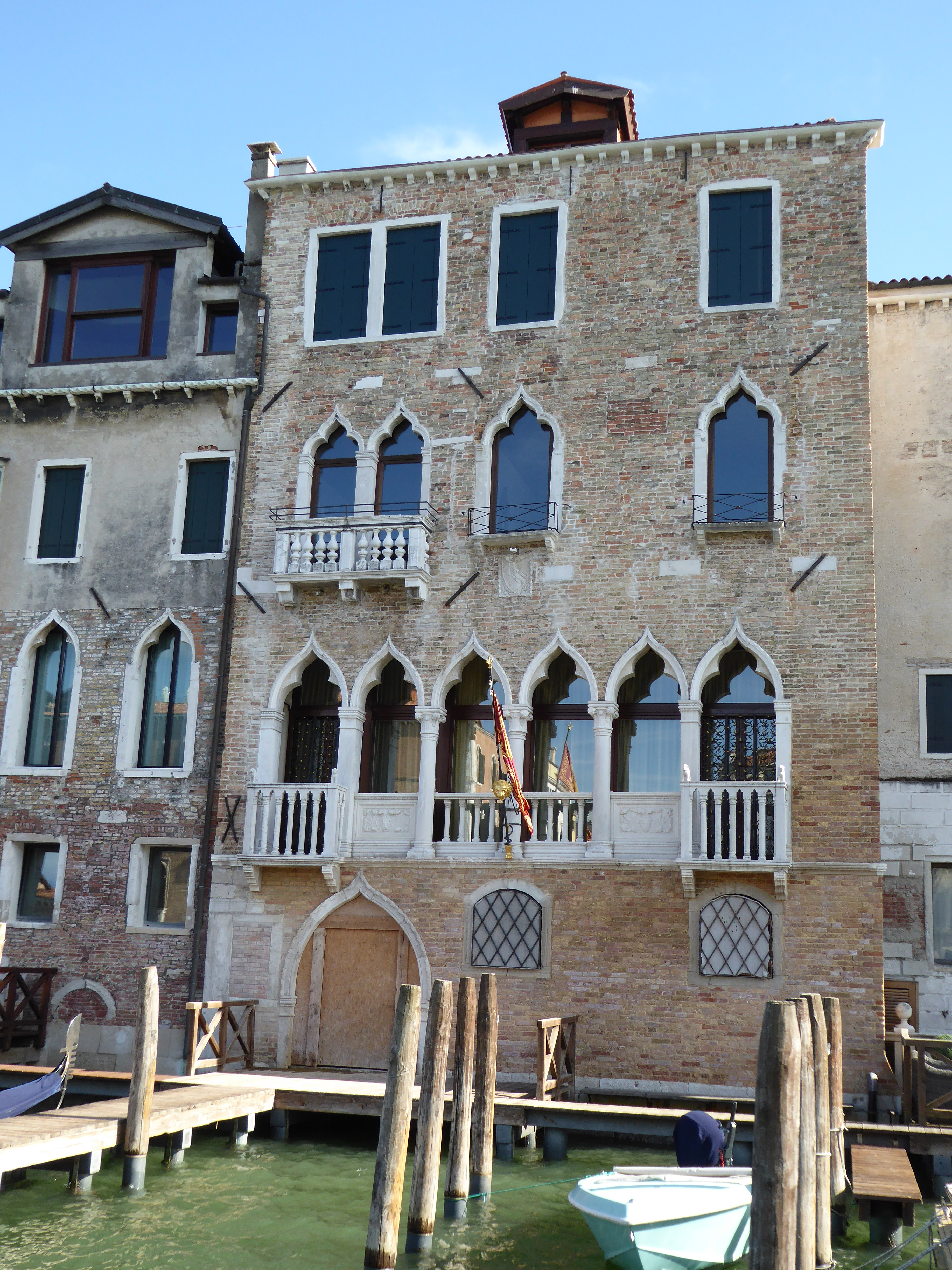
Palais Orio Semitecolo sur le Grand Canal à Venise
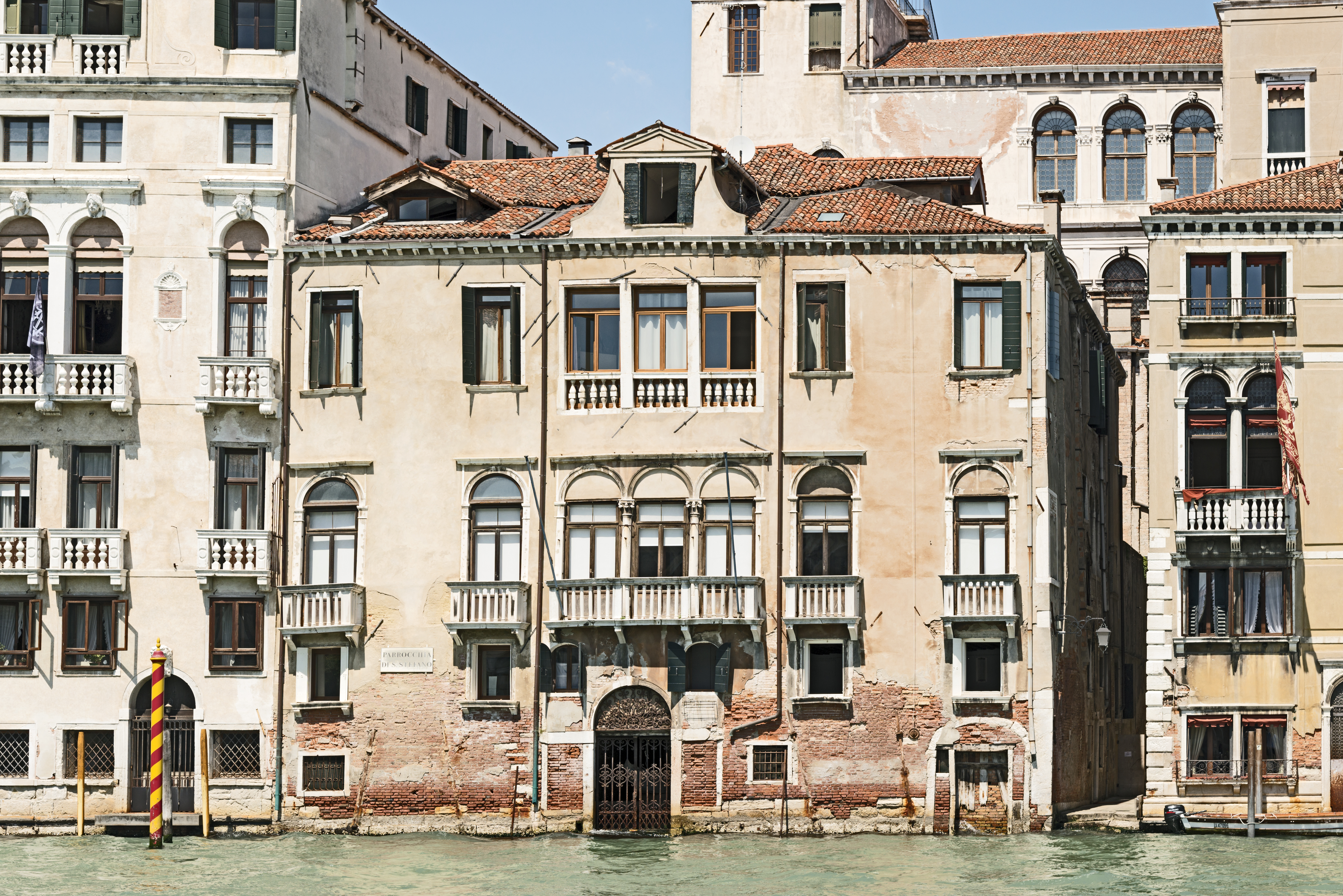
Palais Benzon Foscolo sur le Grand Canal à Venise
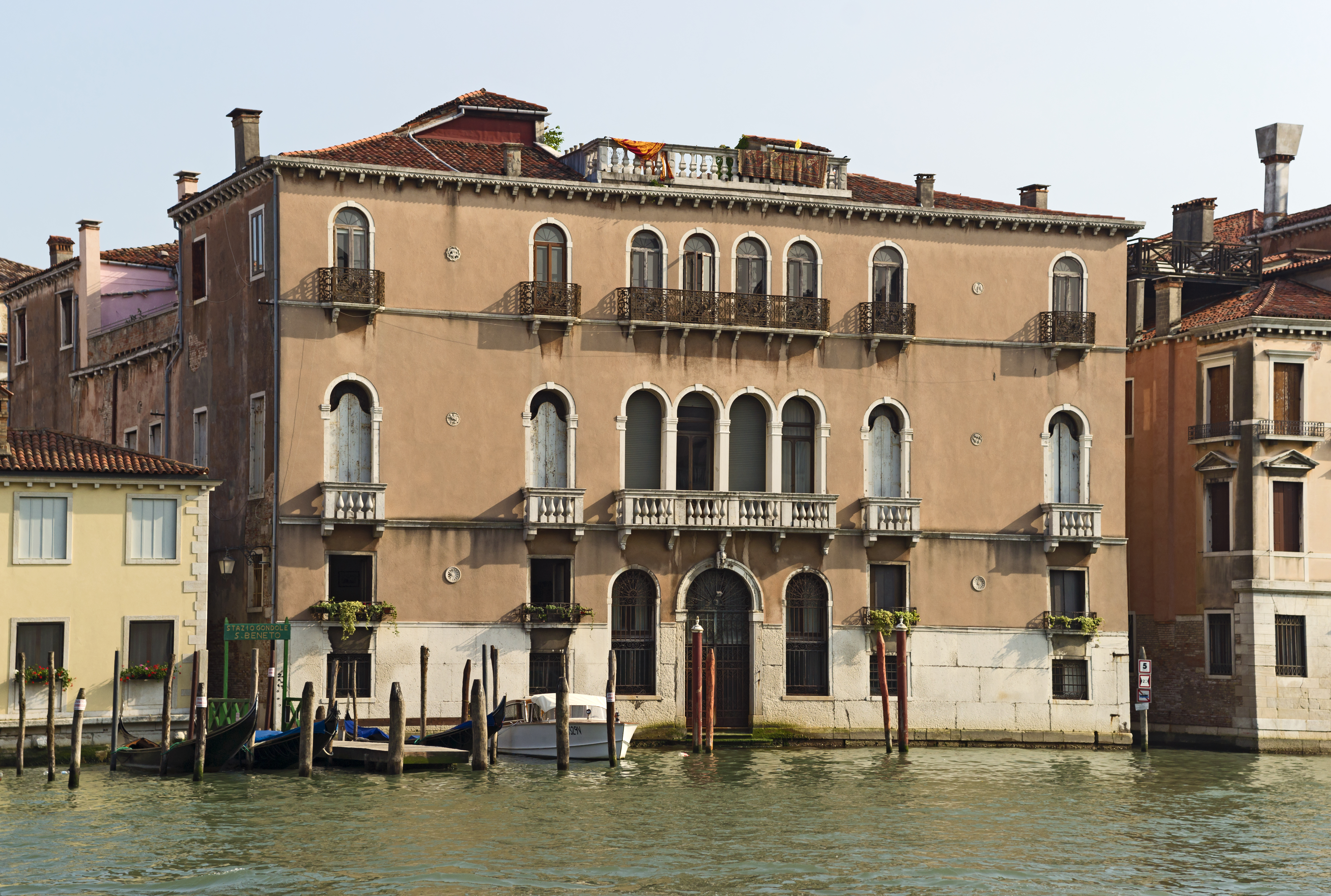
Palais Querini Benzon sur le Grand Canal à Venise